# Andrew Albicy
Andrew Albicy, född 21 mars 1990 i Sèvres, är en fransk basketspelare som spelar för spanska CB Gran Canaria.

## Karriär
Albicy började spela basket i Coulommiers Brie Basket och sedan i Marne-la-Vallée Basket. Därefter spelade han för Paris Basket Racing som 2007 slogs ihop med Levallois och blev Paris-Levallois Basket. Sommaren 2010 vann Albicy U20-EM med Frankrike och gjorde flest assist samt blev utsedd till turneringens bästa spelare. Albicy blev därefter uttagen i det franska seniorlandslaget till VM i Turkiet som ersättare till skadade Rodrigue Beaubois, där han bland annat gjorde 13 poäng i en match mot Spanien.
I februari 2011 slutade Albicy på fjärde plats bakom Jan Veselý, Ricky Rubio och Jonas Valančiūnas i omröstningen till FIBA Europes pris för årets unga basketspelare. I juni 2011 skrev han på ett tvåårskontrakt med BCM Gravelines-Dunkerque. Vid slutet av säsongen 2011/2012 blev Albicy utsedd till den bästa försvararen i franska basketligan. I augusti 2012 återvände han till Paris-Levallois Basket och skrev på ett tvåårskontrakt.
I juli 2014 flyttade Albicy tillbaka till BCM Gravelines-Dunkerque, där han skrev på ett tvåårskontrakt. I juni 2016 skrev han på ett tvåårskontrakt med BC Andorra i spanska basketligan. Efter tre säsonger i Andorra skrev Albicy i juni 2019 på för ryska Zenit Sankt Petersburg. I juli 2020 skrev han på för spanska CB Gran Canaria. I juli och augusti 2021 tävlade Albicy för Frankrike vid OS i Tokyo, där han var en del av Frankrikes lag som tog silver i herrarnas turnering.

## Klubbar
- Paris-Levallois (2007–2010)
- BCM Gravelines-Dunkerque (2011–2012)
- Paris-Levallois (2012–2014)
- BCM Gravelines-Dunkerque (2014–2016)
- BC Andorra (2016–2019)
- Zenit Sankt Petersburg (2019–2020)
- CB Gran Canaria (2020–)